# Тото Кутуњо
Салваторе Кутуњо (итал. Salvatore Cutugno; Фосдиново, 7. јул 1943 — Милано, 22. август 2023) био је италијански певач и аутор поп музике. Учествовао је са успехом у бројним издањима Музичког фестивала у Санрему и победио представљајући Италију на Песми Евровизије 1990. у Загребу са песмом Insieme: 1992. Кутуњо је аутор неколико легендарних шлагера, као што су L'Italiano и Mediterraneo.

## Биографија
Кутуњо је рођен у Фоздинову, у северној Тоскани. Његов отац је био војник са Сицилије, а мајка Тосканка; недуго потом су се населили у Ла Специји. Током детињства, учио је да свира бубњеве, гитару, клавир и саксофон. Своју музичку каријеру је почео као бубњар, али је касније основао састав Toto e i tati који је изводио његове песме. 1971. године се оженио Карлом и преселио у Милано.
Током 1970-их је писао текстове песама за Адријана Челетана, Далиду (Monday Tuesday), Миреј Матјо, Мишела Сардуа (En chantant), Џонија Халидеја, Арвеа Виларда, Жерара Ленормана у Француској, Доменика Модуња, Ђиљолу Чинквети и Орнелу Ванони у Италији. Међу песмама које је писао за популарног франко-америчког певача Џоа Дасена су и неки од његових најпознатијих, попут L'été indien, Et si tu n'existais pas и Le Jardin du Luxembourg (са Витом Палавичинијем). Кутуњо 1975. године оснива састав „Албатрос“, са којим је први пут учествовао на Фестивалу у Санрему 1976, освојивши треће место са песмом Volo AZ504. Самосталну каријеру је започео 1978. Фестивал у Санрему је освојио 1980. са песмом („Само ми“) (итал. Solo noi), а друго место заузео чак шест пута. Тото Кутуњо је на фестивалу у Санрему учествовао 13 пута, од чега два пута са „Албатросом“:
- 1976.  са „Албатросом“ (треће место).
- 1977.  са „Албатросом“.
- 1980.  (победа)
- 1983.
- 1984.  (друго место)
- 1986.
- 1987.  (друго место)
- 1988.  (друго место)
- 1989.  (друго место)
- 1990. , у двојцу са Рејом Чарлсом (друго место)
( у Чарлсовој изведби)
- 1995.
- 1997.
- 2005.  у двојцу са Анализом Минети (друго место)

Осим тога, 1985. је освојила друго место песма Noi ragazzi di oggi, коју је Кутуњо компоновао, у изведи Луиса Мигуела. Кутуњов највећи међународни успех остаје песма L'Italiano („Lasciatemi cantare, con la chitarra in mano...“), број 1 на лествицама у Италији и Швајцарској, и број 2 у Француској.
Тото Кутуњо је представљао Италију на Песми Евровизије 1990. у загребачкој дворани „Ватрослав Лисински“ са својом песмом Insieme: 1992, емотивном медитеранском песмом у част уједињења европског континента. Година 1992. се односила на предстојећи почетак са радом Европске уније, вишег нивоа политичког уједињења у односу на постојећу Заједницу, од којег су евро-федералисти очекивали врло много. На такмичењу је заправо био приличан број песама које су се бавиле актуелним политичким тренутком, посебно демократским таласом који је захватио средишњу и источну Европу и пад Берлинског зида, укључујући и другопласираног Лијама Рајлија из Ирске. Кутуњо је победио са 149 поена; била је то друга победа Италије након Ђиљоле Чинквети 1964. у Копенхагену.
Пратеће вокале Кутуњу је певао југословенски састав „Пепел ин кри“, који су и сами учествовали на Песми Евровизије 1975. Тото је носио бело одело, песма је изведена 19. по реду, а оркестром је дириговао Ђани Мадонини. Заједно са Чинквети, Кутуњо је водио програм Песме Евровизије 1991. у Риму. Тото је водио и неколико телевизијских програма, међу којима су најпознатији Piacere Raiuno и Domenica In. До 2005. године, Тото Кутуњо је продао више од 95 милиона носача звука.

## Дискографија
- 1976. , са „Албатросом“, 33“, Италија
- 1979. , 45”, Италија
- 1979. , 45”, Немачка
- 1980. , 33”, Шпанија
- 1980. , 33”, Немачка
- 1980. , 45”, Италија
- 1980. , 33”, Италија
- 1980. , 45”, Француска
- 1980. , 33”, Аргентина
- 1981. , 33”, Италија
- 1980. , 33”, Шведска
- 1980. , 45”, Италија
- 1980. , 33”, Шпанија
- 1982. , 33”, Канада
- 1983. , 45”, Италија
- 1983. , 33”, Италија
- 1983. , 33”, Немачка
- 1984. , 33”, Италија
- 1984. , 45”, Италија
- 1986. , 33”, Аргентина
- 1986. , 45”, Италија
- 1986. , 45”, Италија
- 1986. , 33”, Француска
- 1986. , 33”, Немачка
- 1986. , 33”, Немачка
- 1987. , 33”, Италија
- 1987. , 45”, Италија
- 1987. , 45”, Италија
- 1987. , 33”, Италија
- 1989. , 33”, Италија
- 1990. , 45”, Италија
- 1990.  1992, 33”, Француска
- 1990.  1992, 45”, Италија
- 1991. , 33”, Италија
- 1991. , ЦД, Италија
- 1991. , 45”, Италија
- 1997. , ЦД, Италија
- 2002. , ЦД, Француска
- 2002. , ЦД, Француска
- 2003. , са Џоом Дасеном, ЦД, Француска
- 2003. , 33”, Италија
- 2003. , ЦД, Италија
- 2004. , ЦД, Италија
- 2005. , ЦД, Немачка
- 2005. , са Анализом Минети, ЦД, Италија
- 2005. , са Анализом Минети, ЦД, Италија